# George Keys
George Keys, novozelandski veslač, * 12. december 1959, Burwood, Christchurch, Nova Zelandija.
Keys je za Novo Zelandijo nastopil v četvercu s krmarjem na Poletnih olimpijskih igrah 1988 v Seulu. Čoln v postavi: Ian Wright, Greg Johnston, Chris White ter Andrew Bird (krmar) je tam osvojil bronasto medaljo. 
Keys je za Novo Zelandijo nastopil že na Poletnih olimpijskih igrah 1984 v Los Angelesu. Tam je nastopil v osmercu, ki je končal igre na četrtem mestu.